# Grand Vallat (Calavon)
 (décembre 2016).
Le Grand Vallat, est un ruisseau périodique des départements Alpes-de-Haute-Provence et Vaucluse en région Provence-Alpes-Côte d'Azur, et affluent gauche du Calavon, donc un sous-affluent du Rhône par la Durance.

## Géographie

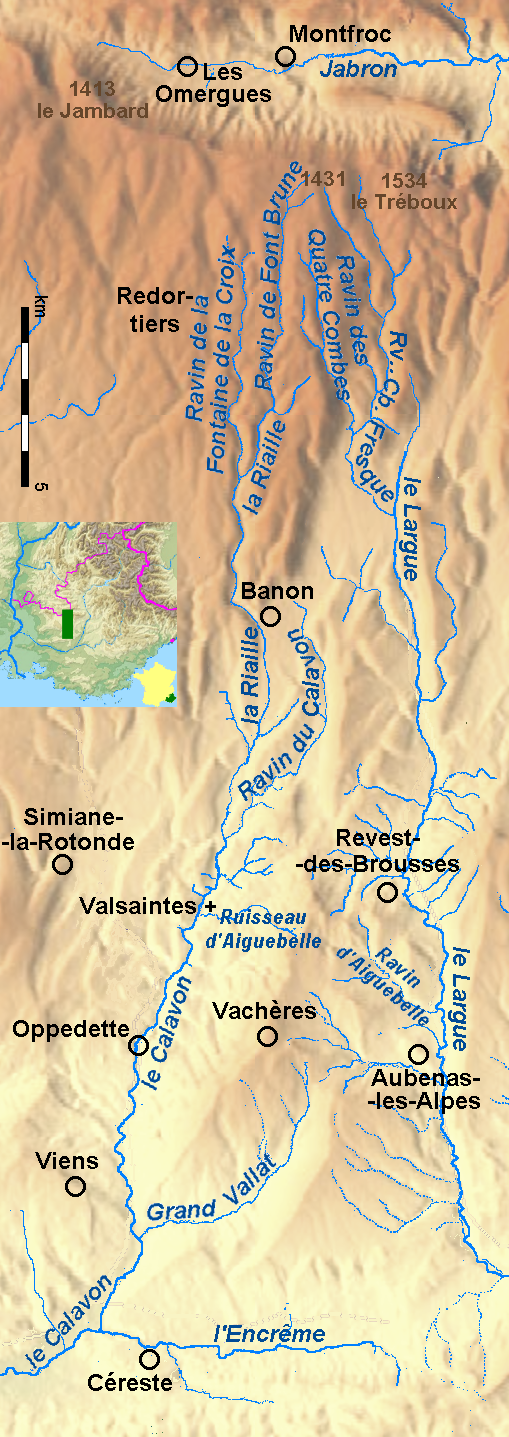
Les cours supérieurs du Cavalon (avec le Grand Vallat), du Large et du Jabron

De 8,3 km de longueur, il prend sa source au sud de Vachères, au lieu-dit les Mascauds, à 763 m d'altitude. 
Il coule globalement du nord-est vers le sud-ouest
Il conflue en rive gauche du Calavon sur la commune de Viens, à 363 m d'altitude, entre les lieux-dits Château Vert, Belan et Trival.
À la plupart de son cours il forme la limite du Parc naturel régional du Luberon et de trois communes du Pays de Forcalquier du département des Alpes-de-Haute-Provence, c'est-à-dire de Reillanne, Sainte-Croix-à-Lauze, Céreste.

### Communes et cantons traversés
Dans les deux départements des Alpes-de-Haute-provence et du Vaucluse, le Grand Vallat traverse les cinq communes suivantes, de l'amont vers l'aval, de Vachères (source), Reillanne, Sainte-Croix-à-Lauze, Céreste, Viens (confluence).
Soit en termes de cantons, le Grand Vallat prend source dans le canton de Reillanne, conflue dans le canton d'Apt, dans les arrondissements de Forcalquier et d'Apt.

### Bassin versant
Le Grand Vallat traverse une seule zone hydrographique Le Coulon du ravin de la Prée au Grand Vallat inclus (X341) de 257 km2 de superficie. Ce bassin versant est constitué à 62,51 % de « forêts et milieux semi-naturels », à 35,79 % de « territoires agricoles », à 1,57 % de « territoires artificialisés ». 

### Organisme gestionnaire
L'organisme gestionnaire est le SIRCC - Syndicat Intercommunal de Rivière du Calavon-Coulon

## Affluents
Le Grand Vallat a deux affluents référencés :
- le Ravin de Saint-Jean (rd), 2,4 km sur les deux communes de Vachères (source) et Sainte-Croix-à-Lauze (confluence).
- le Vallat de la Fouent (rd), 2,4 km sur la seule commune de Sainte-Croix-à-Lauze.

Donc son rang de Strahler est de deux.